# Musei civici di palazzo Buonaccorsi
Il Musei Civici di Palazzo Buonaccorsi è il museo comunale di Macerata conservato all'interno dell'antico Palazzo Buonaccorsi costruito tra il 1697 ed il 1718.

## Storia

### Il XIX secolo e la Pinacoteca patria

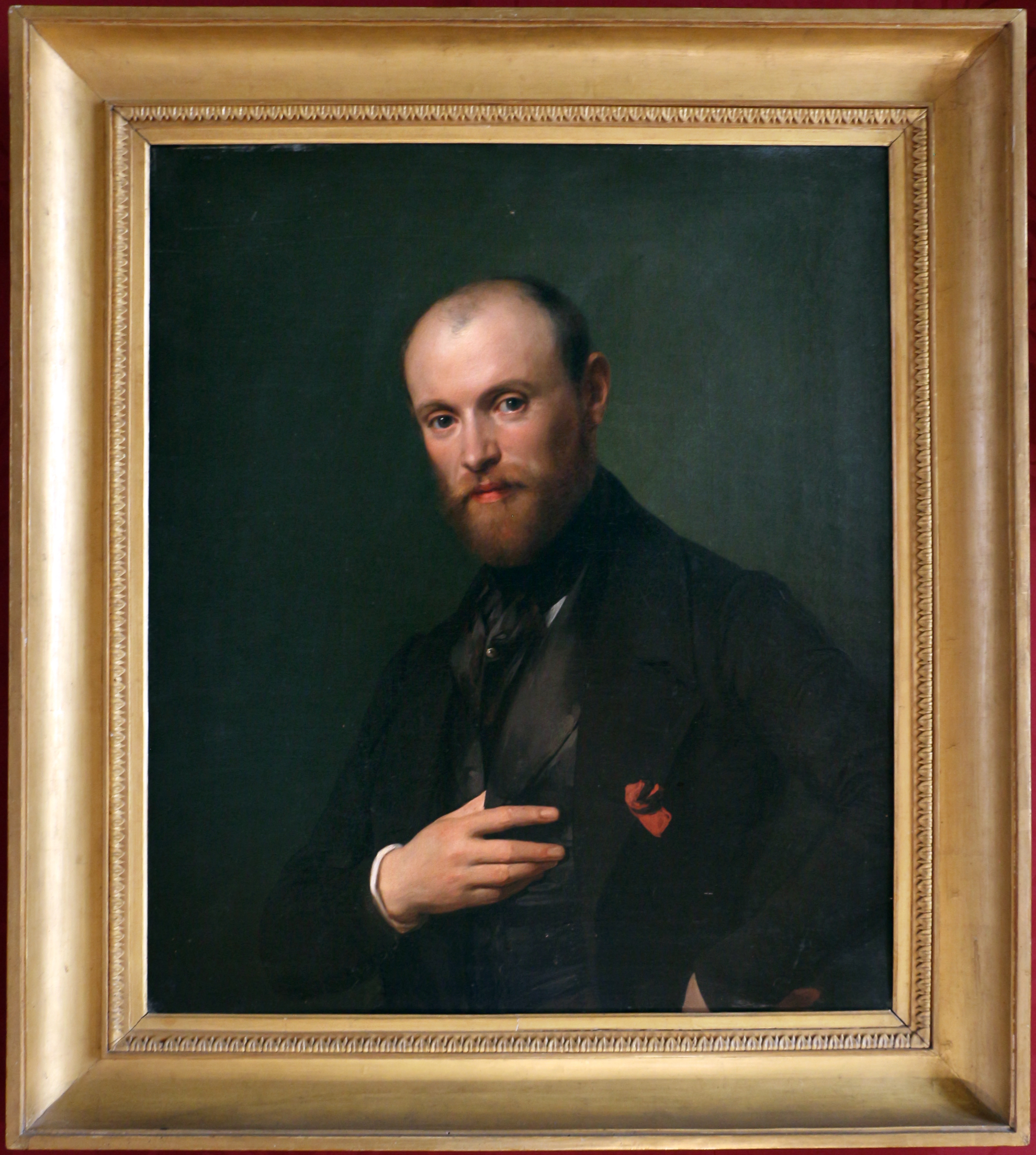
Francesco Podesti. Ritratto di Antonio Bonfigli

Se una prima forma di conservazione di oggetti archeologici era sorto nel corso dei secoli per raccogliere monete antiche e di reperti provenienti dalla vicina Helvia Recina (oggi conservate nel Biblioteca comunale), un primo nucleo di opere appartenente al Comune di Macerata era andata costituendosi nel corso del '700 come "raccolta di opere e di testimonianze della storia cittadina", in gran parte proveniente dalla chiusura del collegio gesuitico della città, avvenuto in seguito allo scioglimento della Compagnia di Gesù nel 1773. 
Una prima compiuta collezione risale invece al 1837, in seguito ad una cospicua donazione di Tommaso Maria Borgetti. Fu poi nel 1860 che il pittore ed architetto Antonio Bonfigli, aspirando e lavorando alla costituzione di una "Patria Pinacoteca" nella sua città natale, donò 26 dipinti al comune, che ufficializzò l'instituzione della prima Pinacoteca nello stesso anno.
Fin dalle sue origini la Pinacoteca trovò spazio presso l'antica Biblioteca comunale, originariamente disposta in una sola sala.

### Il Comune di Macerata e le avanguardie

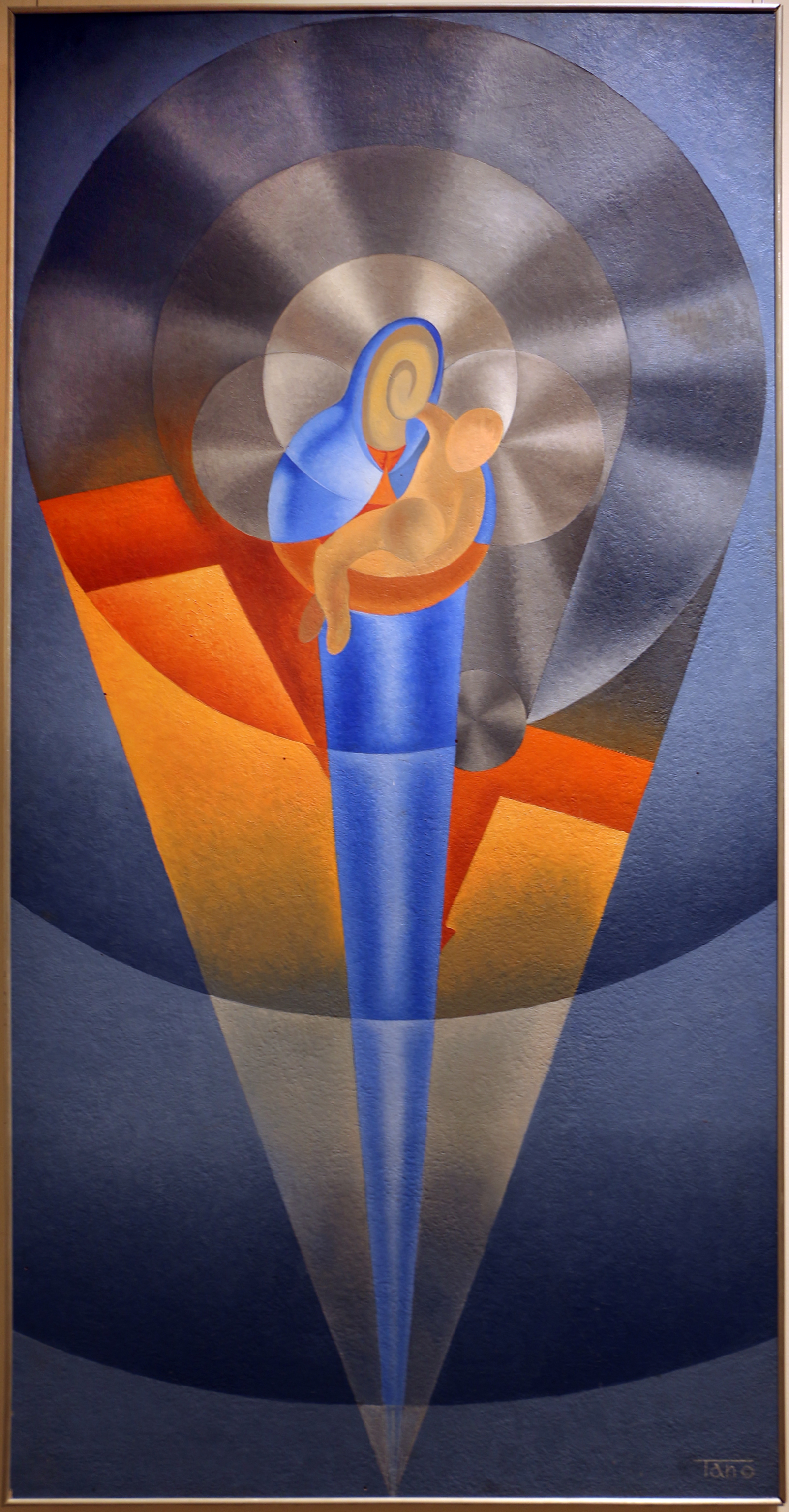
Bruno Tano. La Madonna dell'ala (1931)

Con il nuovo secolo, Macerata visse un rinnovato fermento culturale sul fronte delle avanguardie storiche e più in particolare con il secondo futurismo con autori che arricchirono la collezione comunale di nuove opere. Da questo territorio venivano infatti artisti come Ivo Pannaggi, Bruno Tano, Wladimiro Tulli, Sante Monachesi, Osvaldo Licini ed Umberto Peschi, realizzando e consegnando anche opere importanti di aeropittura come Aereoritratto d'aviatore di Peschi, utilizzato in seguito da Dante Ferretti nella scenografia del film Salò o le 120 giornate di Sodoma (1975) di Pier Paolo Pasolini oppure come La Madonna dell'ala di Tano. 
Molti di questi artisti furono poi importanti nella transizione verso l'astrattismo nel dopoguerra, assieme a giovani della poesia visiva come Silvio Craia e Magdalo Mussio, trasferitosi a Macerata per gestire la direzione artistica della casa editrice di libri d'arte La nuova foglio.

### 1925-2013: La Pinacoteca nelle sale del Palazzo della Biblioteca

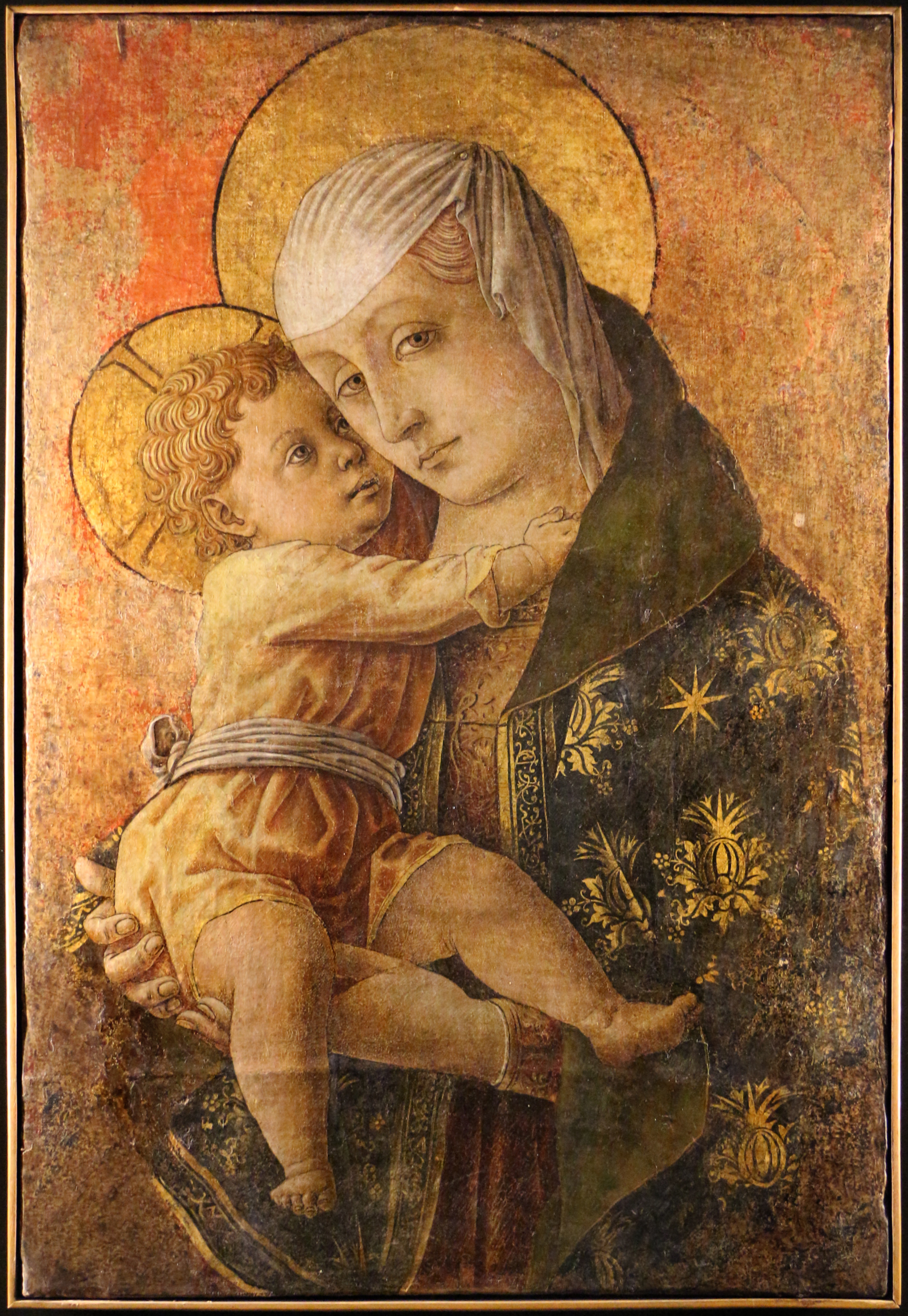
Carlo Crivelli. Madonna di Macerata (1470)

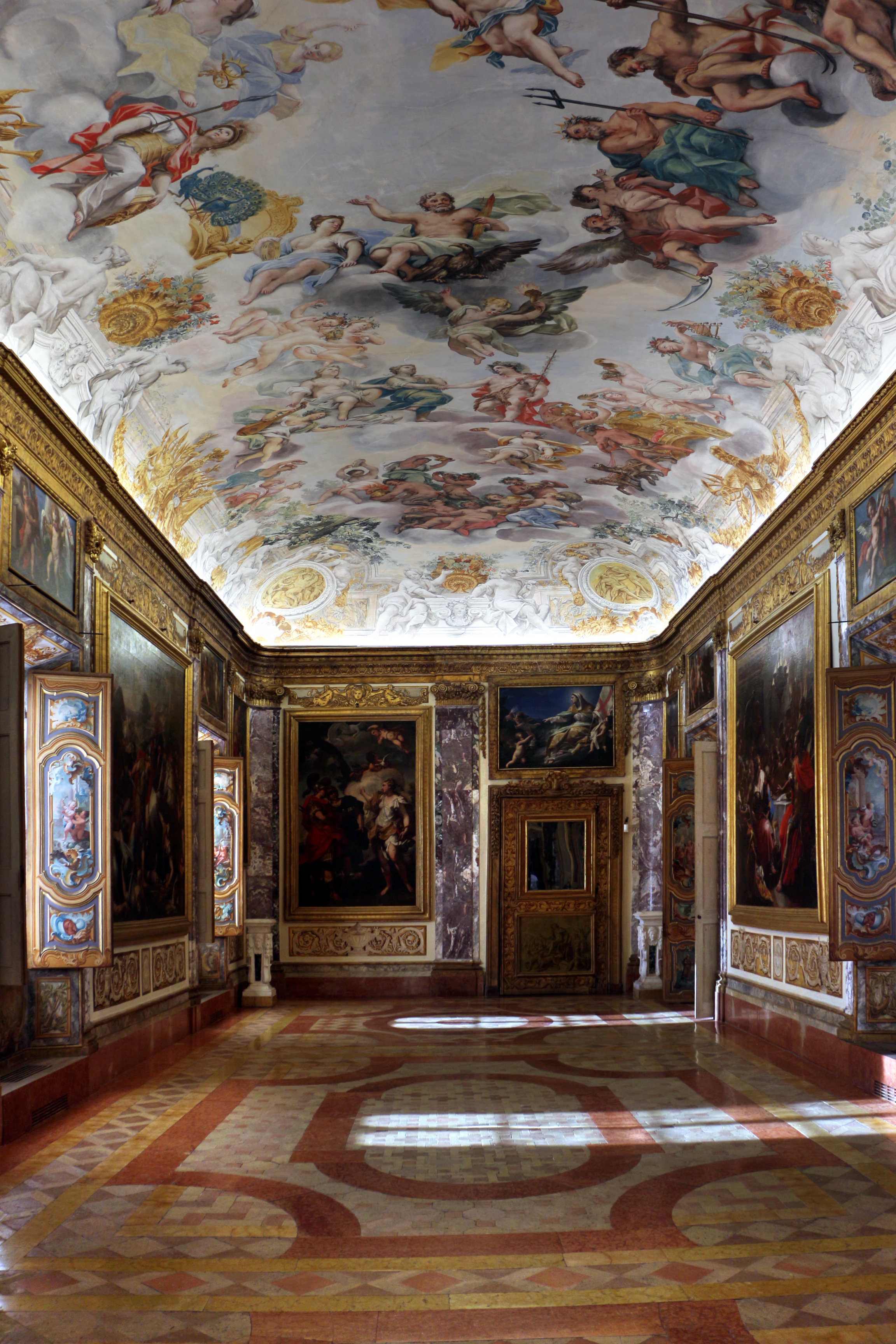
La galleria dell'Eneide

Fu grazie alle indicazioni dello storico dell'arte Luigi Serra, che nel 1925 la Pinacoteca comunale fu trasferita ed ordinata su tre sale del pian terreno del Palazzo della Biblioteca, dando così un primo abbozzo di percorso fruitivo tra i quadri di Giovanni di Corraduccio, Carlo Crivelli, Giovan Battista Salvi detto il Sassoferrato, Carlo Dolci, Michele Rocca detto il Parmigiano, Domenico Corvi, Carlo Maratta,  Alessandro Turchi detto l'Orbetto. La Pinacoteca venne poi ampliata con l'ampliamento nei locali dell'adiacente Palazzo delle terme ed il riallestimento del 1937 che rispondeva alle necessità di maggiore spazio espositivo al fine di esporre oltre alle opere antiche, anche la sezione di arte moderna e contemporanea che in quegli anni andava ampliandosi di sempre nuove opere.
Nel dopoguerra, anche grazie all'assidua attività espositiva della Brigata Amici dell'Arte, dal 1949, anno di riapertura delle attività della Pinacoteca interrotte dagli eventi bellici della II guerra mondiale, la collezione si aprì alla nuova sezione dedicata agli artisti maceratesi.

### 1962-1993: Pier Alberto Conti ed il Museo della carrozza

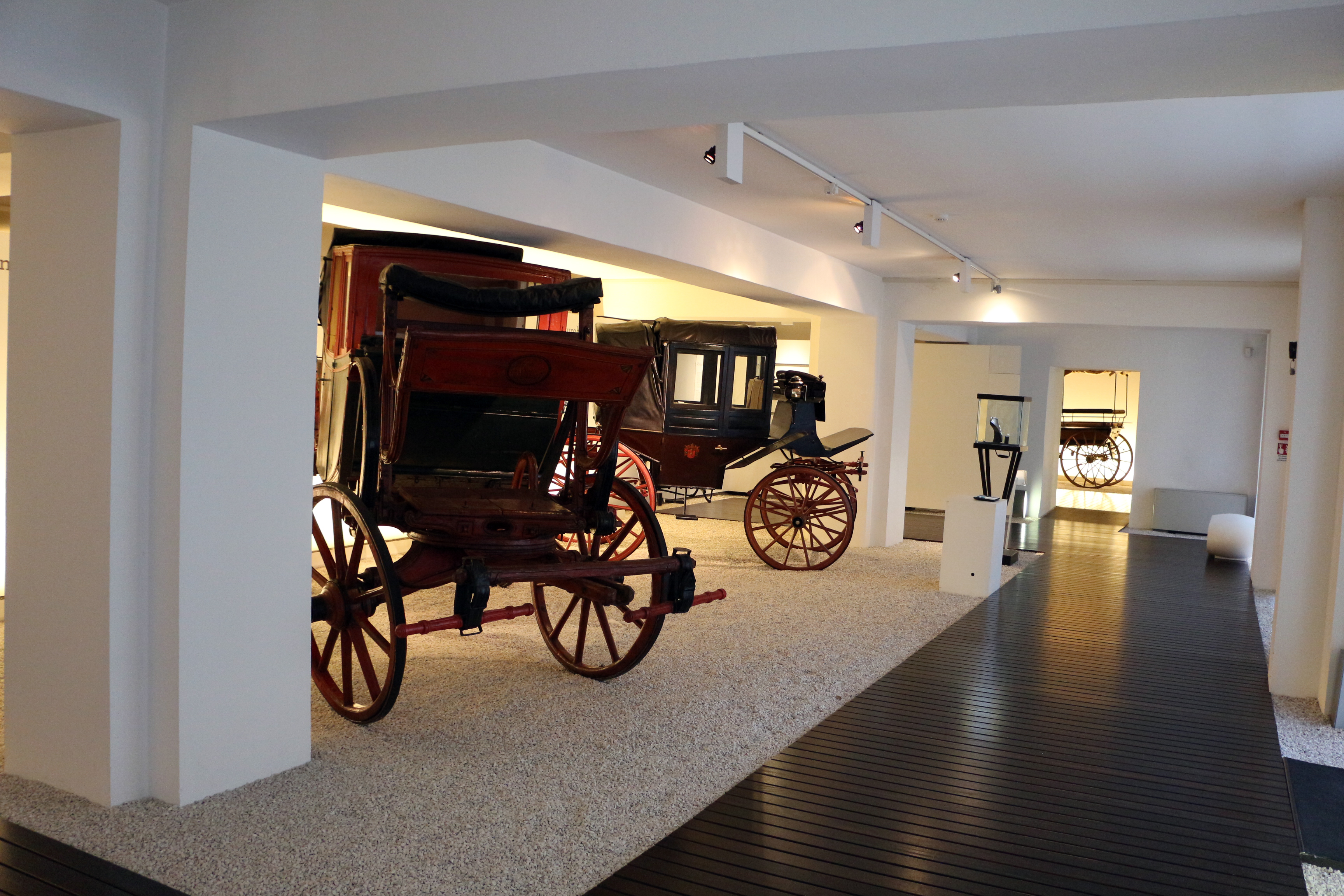
Il Museo della Carrozza

Nel 1962, in seguito alla donazione da parte del conte Pier Alberto Conti (1884-1968) di Civitanova Marche di sette differenti modelli di carrozza, assieme ad un gran numero di finimenti, nonché libri, manuali di ippica, stampe e fotografie d'epoca, fu istituito il museo della carrozza, in seguito fortemente sostenuto dal Lions Club della città. Questo primo nucleo di carrozze comprendeva i sei modelli sportivi Spider Phaeton, Mail Phaeton, Jardinière, Gran Break de Chasse, Stanhope-Gig, Break e l'utilitaria Skeleton Break.
La collezione crebbe notevolmente negli anni successivi, e nel 2001 fu catalogato l'intero museo con il contributo tecnico del collezionista e studioso Carlo Gnecchi Ruscone, già autore di libri come Carrozze & redini lunghe. Il museo fu poi riaperto a Palazzo Buonaccorsi nel 2009, adottando nuovi e più aggiornati criteri espositivi, con l'utilizzo di sistemi multimediali di divulgazione.

### 2014-in poi: I Musei Civici a Palazzo Buonaccorsi
Se già nel 2004 vi era un progetto di collocamento delle collezioni del Comune di Macerata all'interno del nobile Palazzo Buonaccorsi, acquistato dall'amministrazione già nel 1967, tale progetto trovò la piena realizzazione con la fine dei lavori di restauro e con l'inaugurazione del 21 marzo 2014, in una esposizione frutto di anni di studio e catalogazione portata avanti dall'Istituzione Macerata Cultura, al fine di elaborare nuovi criteri di ordinamento e di allestimento delle collezioni.
Per la collezione di opere antiche che vanno dal secolo XV al secolo XVIII si scelse la collocazione al piano nobile del palazzo. Il criterio dominante seguito dai curatori fu quello dell'ordine cronologico unito al mantenimento di una continuità espositiva dei due insiemi collezionistici di Bonfigli e Borgetti, ed a un criterio tematico per le opere di arte sacra, in un percorso che culmina nella galleria dell’Eneide, unica parte sopravvissuta dell'antica quadreria dei Buonaccorsi. E se il criterio cronologico si ripete anche per l'esposizione delle opere del XIX e XX secolo, particolare attenzione viene data al mantenimento del nucleo espositivo legato all'architetto e pittore Ivo Pannaggi, e poi del secondo futurismo maceratese. Le nuove tendenze del dopoguerra sono invece collegate ai premi ed alle esposizioni che in quel periodo determinarono l'acquisizione delle opere da parte del comune, come il Premio Scipione, la mostre organizzate dalla Brigata Amici dell'arte o ancora le mostre presso la Chiesa di San Paolo.
L'ordine espositivo del Museo della carrozza non subì invece innovazioni, rimanendo così quello elaborato negli anni subito precedenti anche grazie al contributo di Carlo Gnecchi Ruscone.

## La collezione
- Carlo Crivelli, Madonna di Macerata, 1470
- Baldo de Sarofini, affresco staccato con la Madonna col Bambino proveniente dalla scomparsa chiesa di San Giovanni Battista a Macerata, del 1510 circa.[7]
- Andrea Boscoli, Madonna della cintola coi santi Lorenzo, Tommaso e Francesco, 1604
- Federico Zuccari, Ritratto di Michelangelo come Mosè, 1609
- Federico Zuccari, Ritratto di Raffaello come Isaia, 1609
- Alessandro Turchi,San Pietro visita sant'Agata nella sua prigione, 1615-1649
- Giovanni Battista Benaschi,  Allegoria del Tempo, 1675-80
- Carlo Maratta, Autoritratto, fine XVII secolo
- Ivo Pannaggi, Anticamera di casa Zampini, 1925-1926
- Ivo Pannaggi, Ratto di Europa, 1963-1968
- Enrico Prampolini, Donna con fiori, 1945
- Emilio Vedova, Dal diario del Brasile San Paulo Città n. 3, 1954
- Osvaldo Licini, Amalassunta 9, 1949

## Galleria d'immagini
Arte rinascimentale e moderna

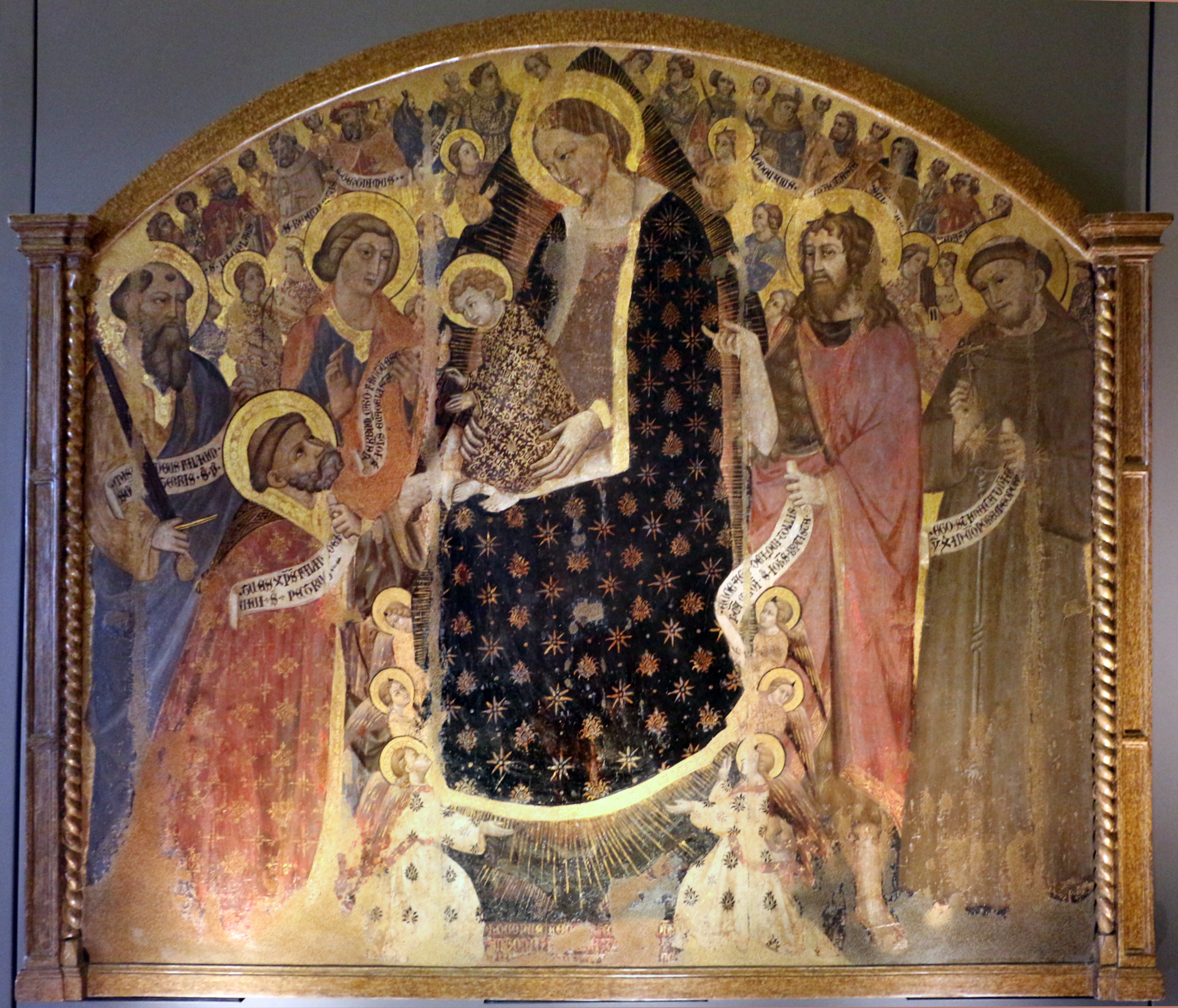
Giovanni di Corraduccio (Attr.), Madonna col bambino e santi (1414-15)
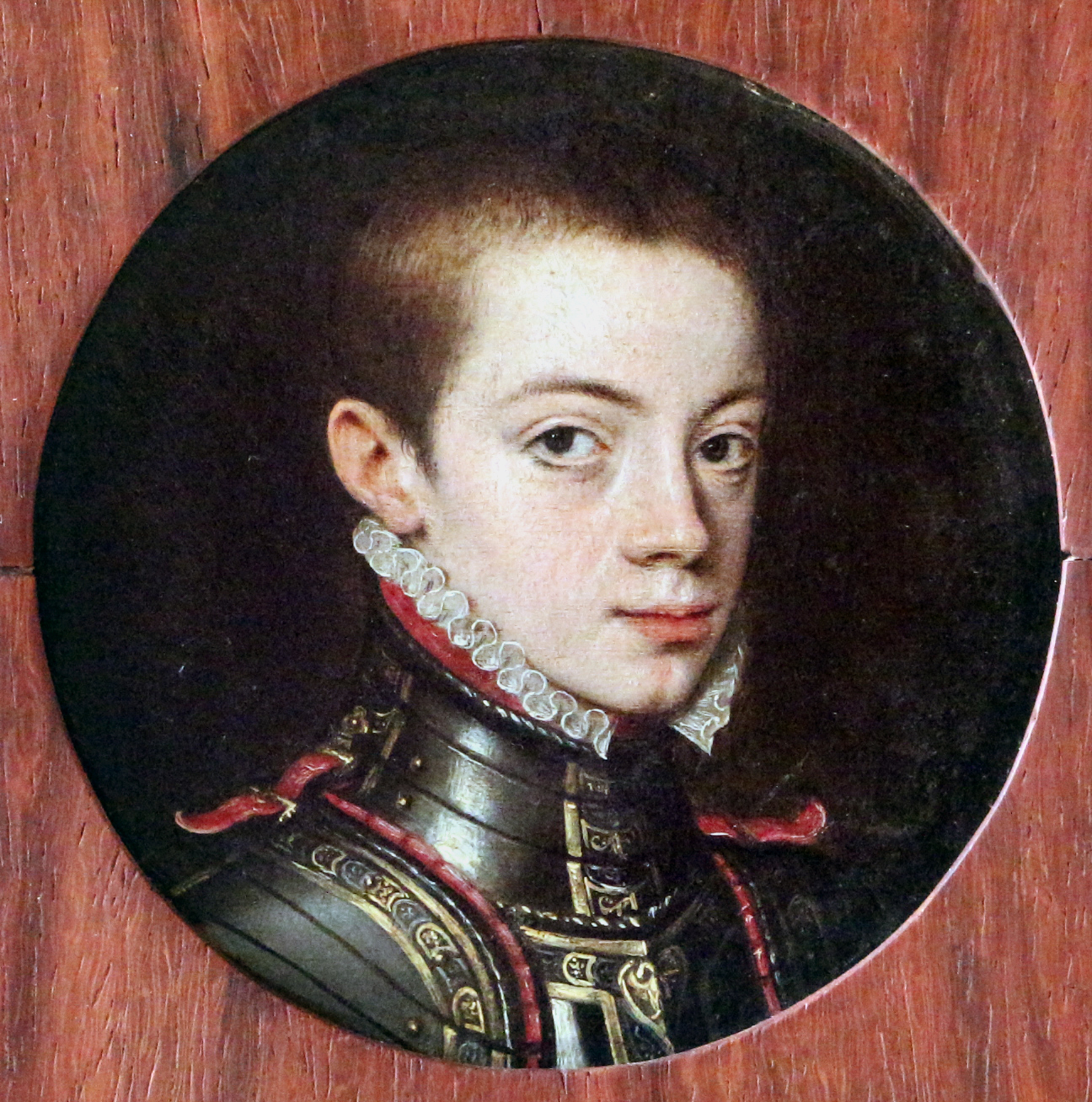
Antonio Moro, Alessandro III Farnese (XVI secolo)
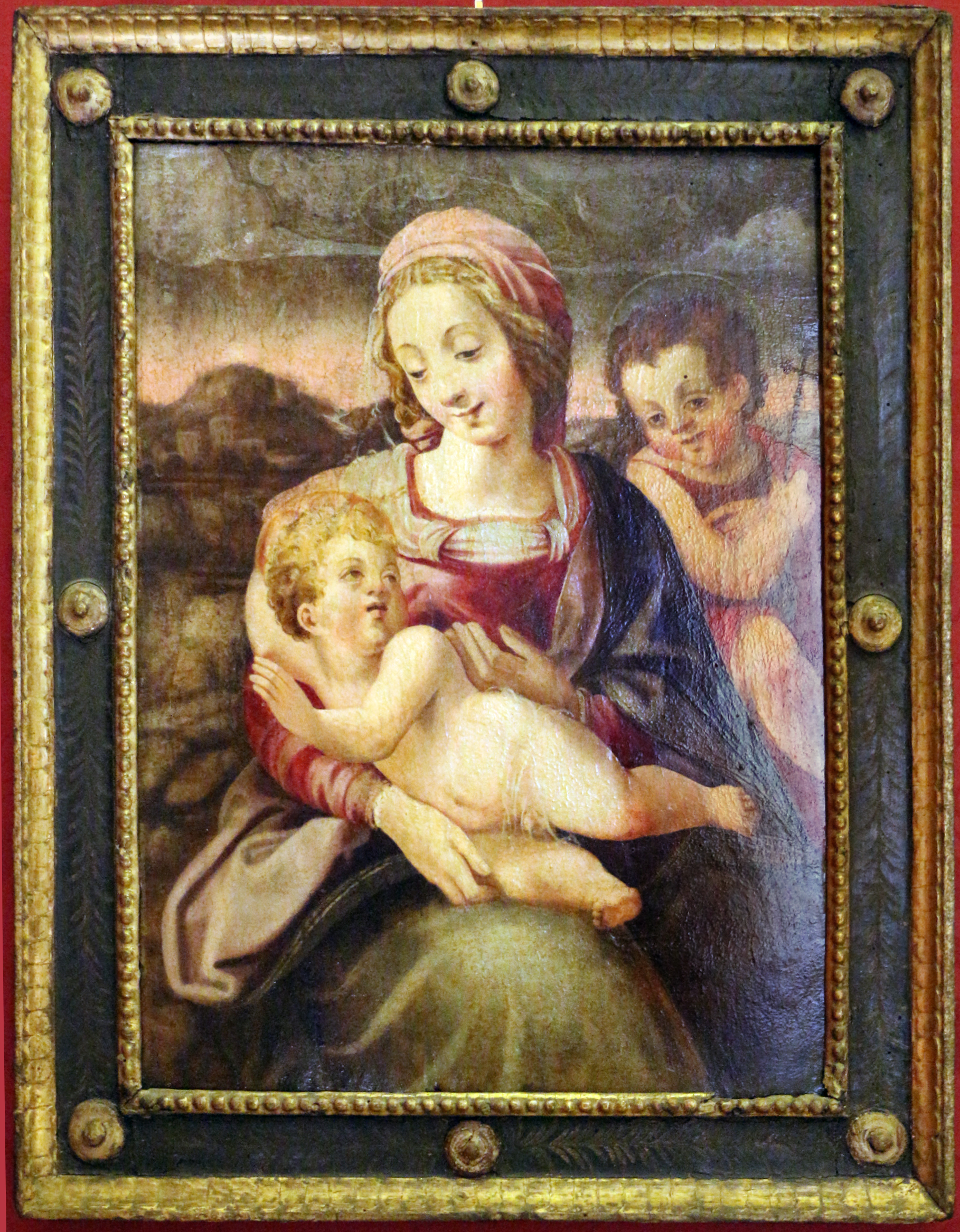
anonimo, Madonna col bambino e San Giovannino (XVI secolo)
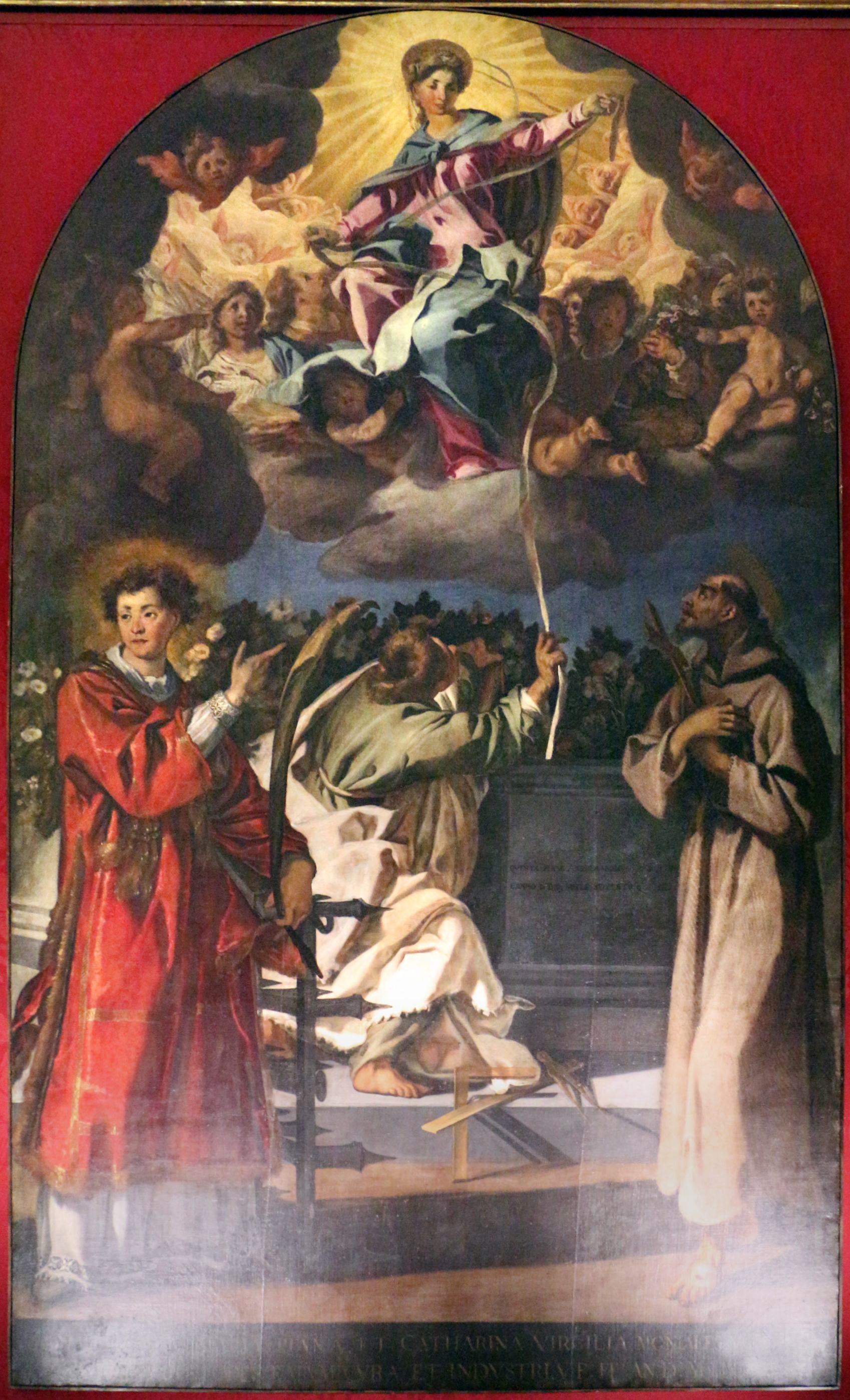
Andrea Boscoli, Madonna della cintola coi SS. Lorenzo, Tommaso e Francesco (1604)
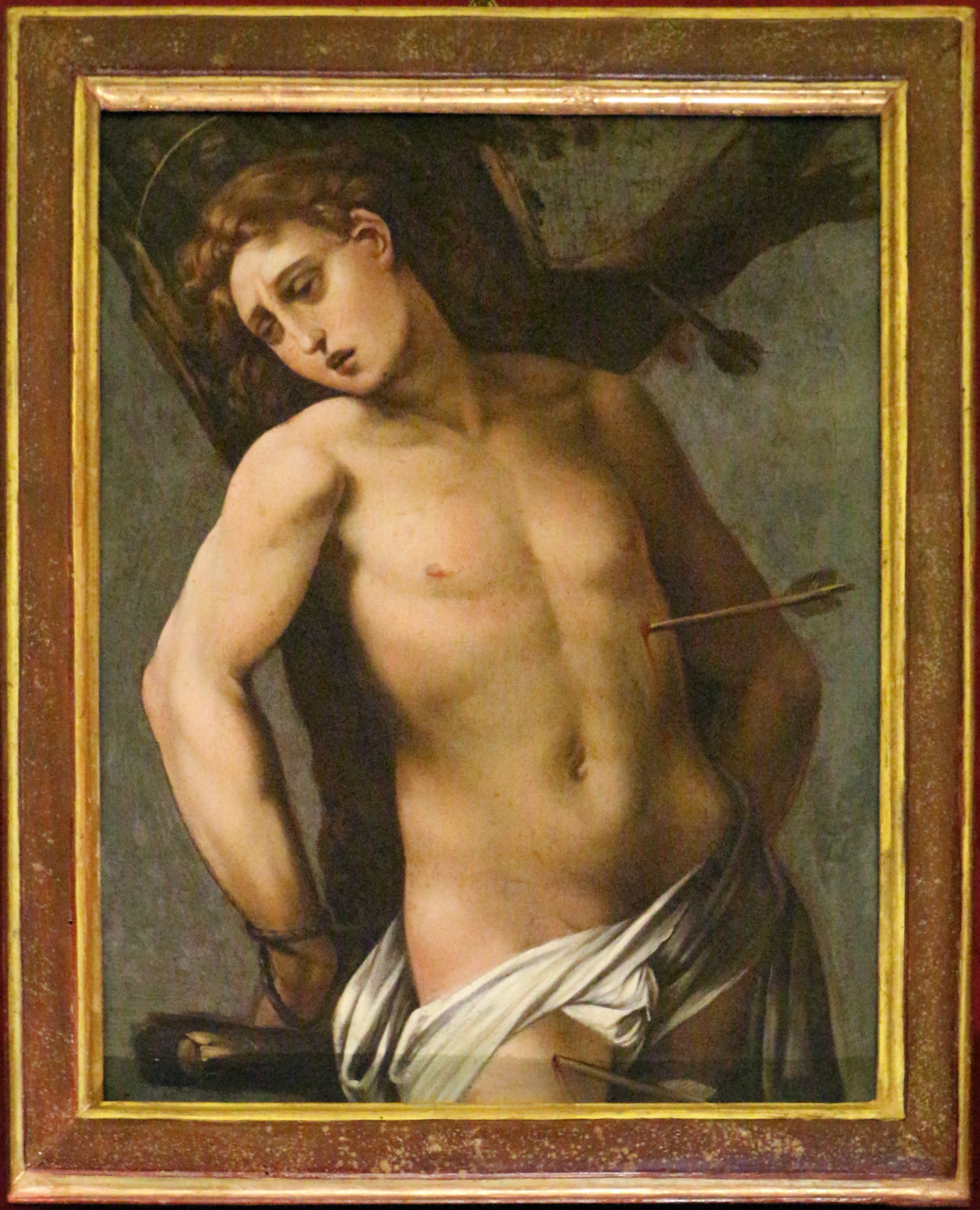
Cavalier d'Arpino, San Sebastiano legato all'albero (1630-35)
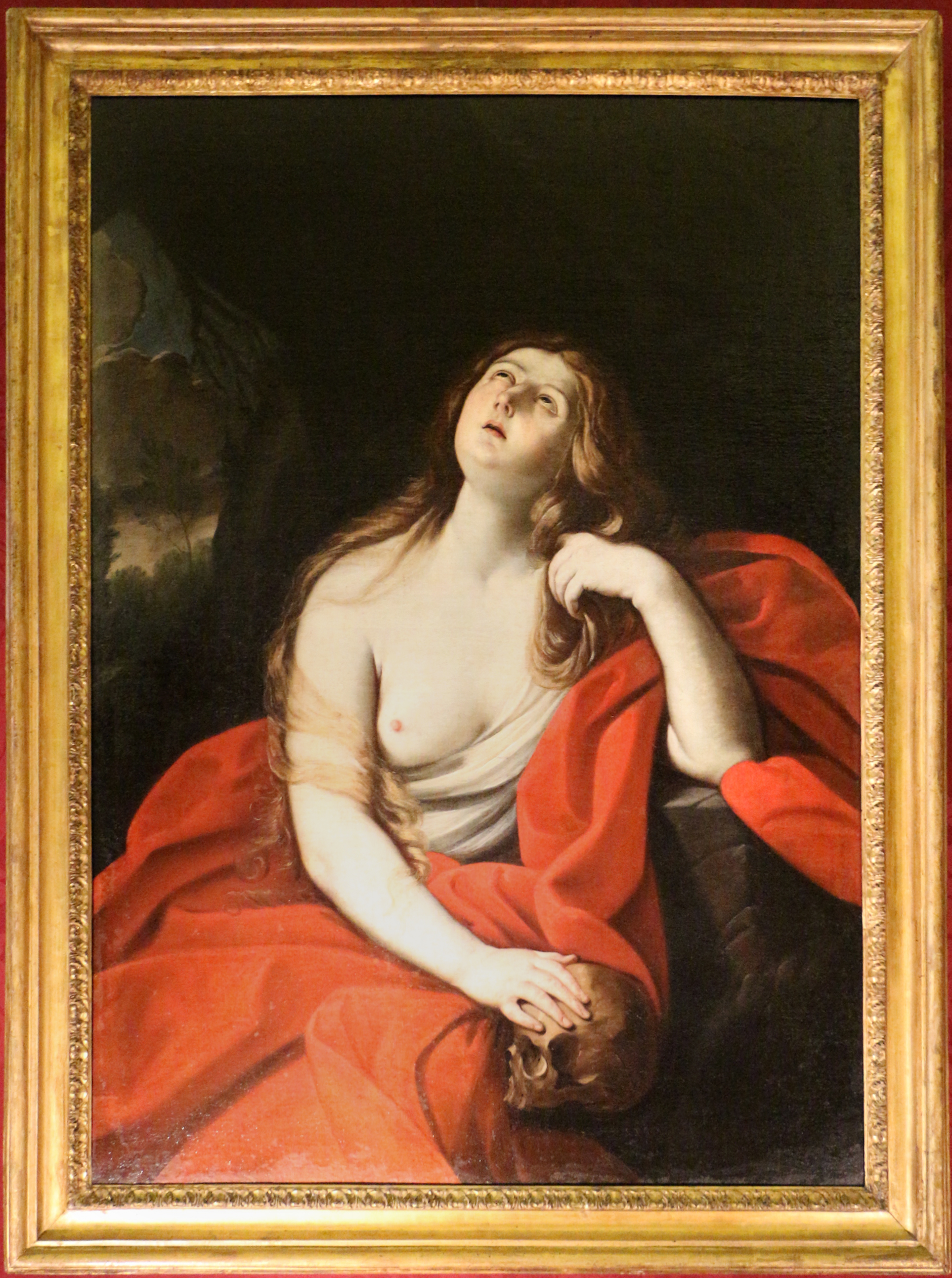
anonimo, Maddalena penitente (I^ metà del XVII secolo)
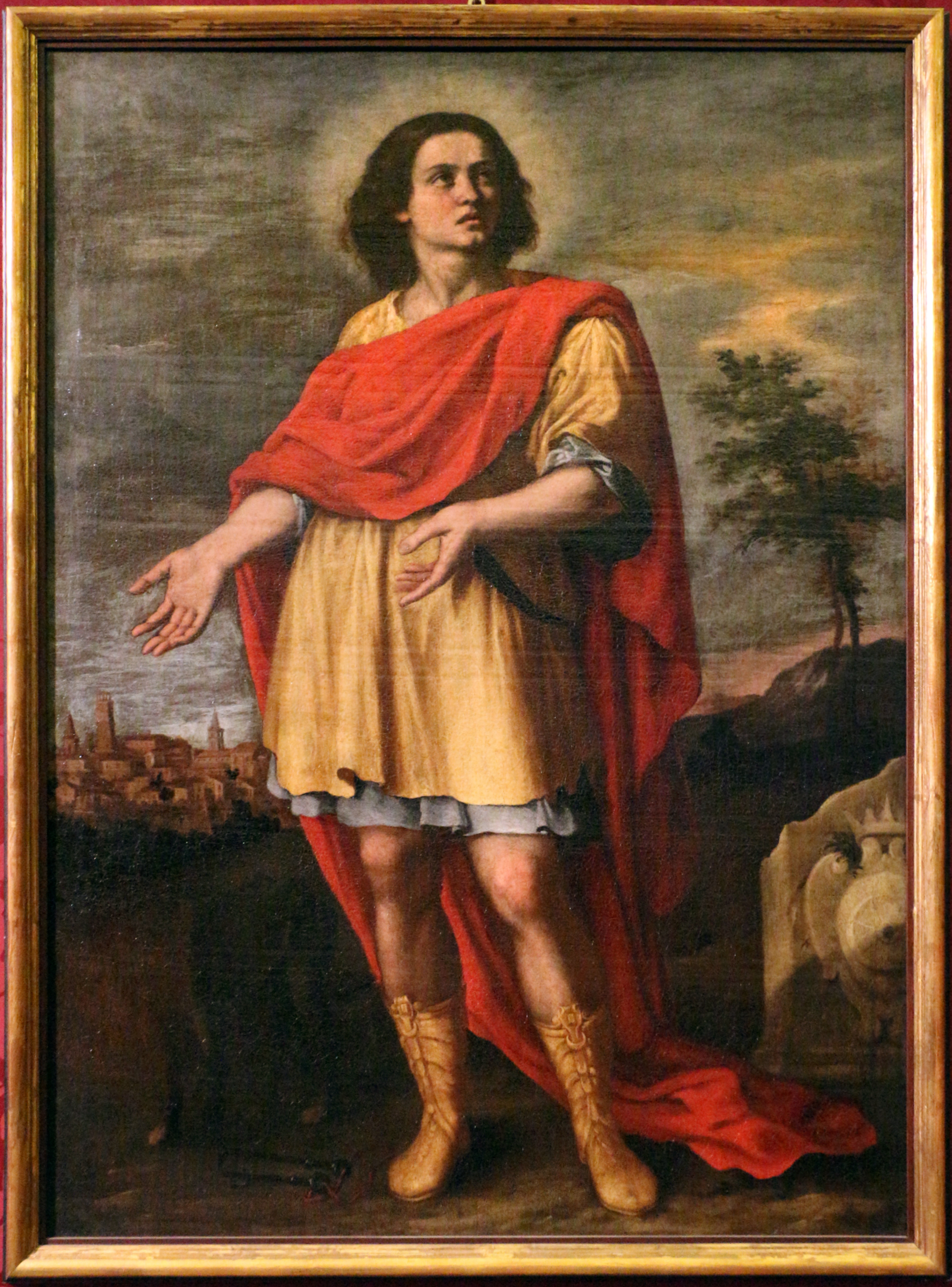
anonimo marchigiano, San Giuliano (II^ meta del XVII secolo)
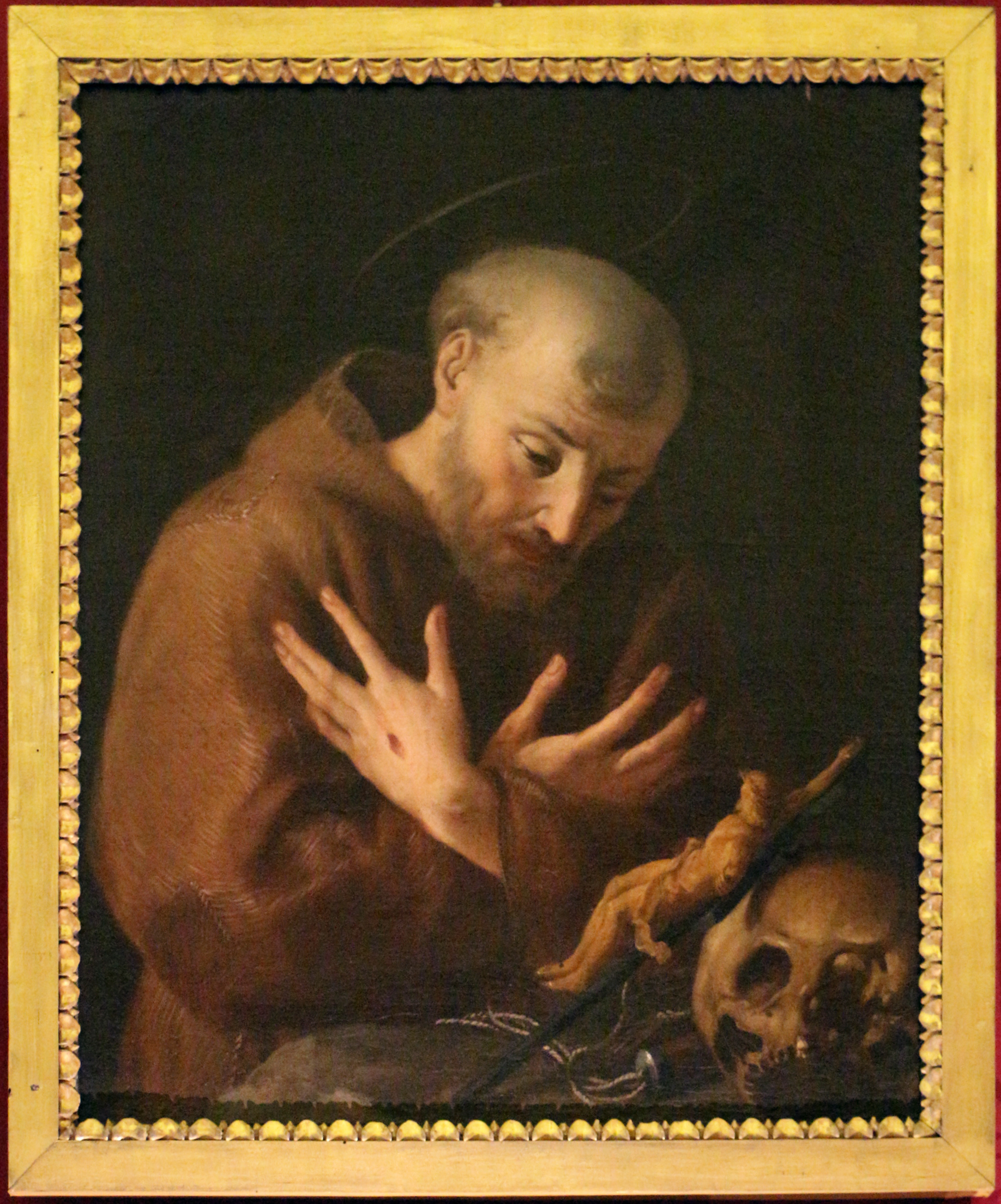
anonimo, San Francesco davanti al crocifisso (II^ meta del XVII secolo)
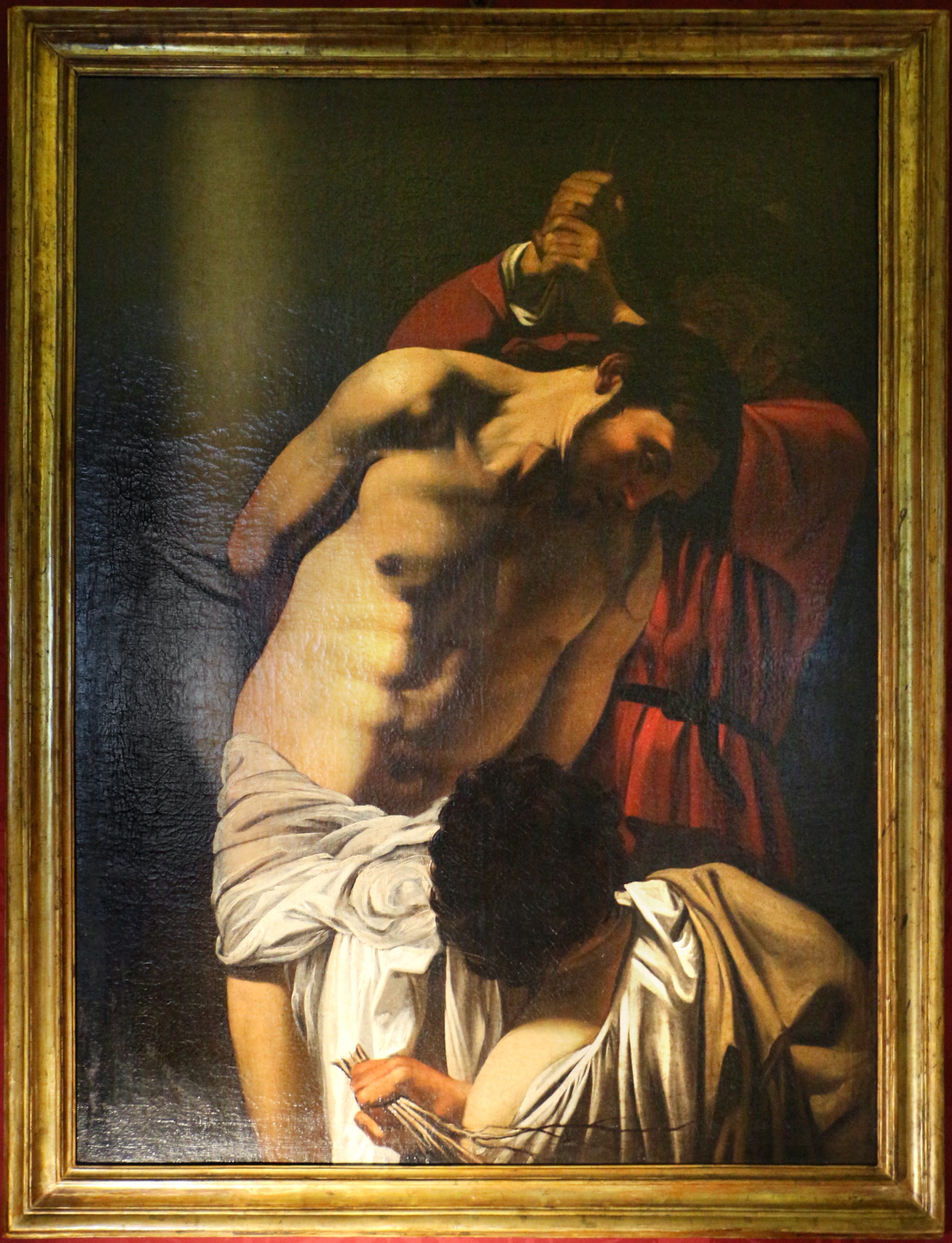
anonimo, Cristo alla colonna (XVII secolo)
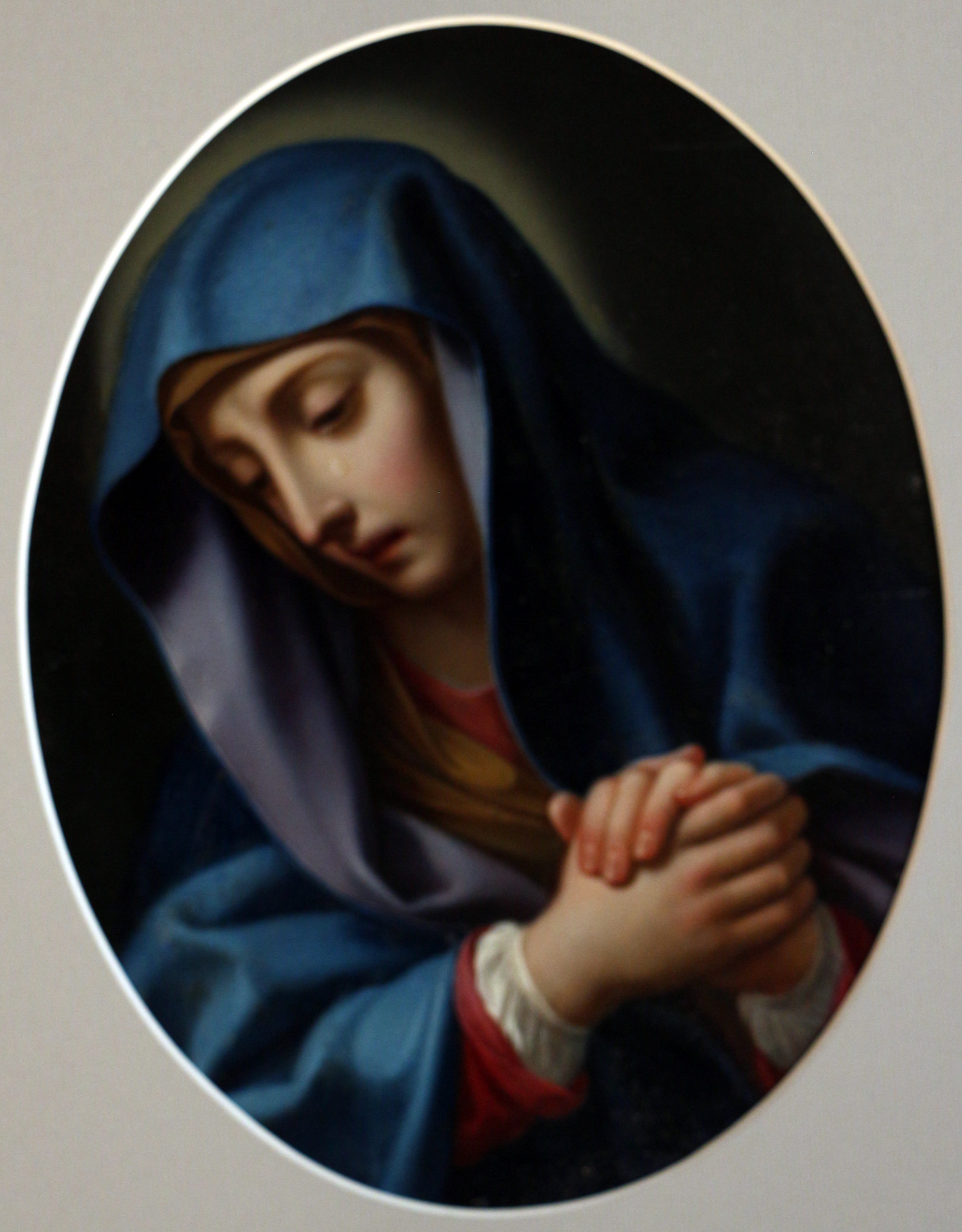
Carlo Dolci (attr.), Madonna delle lacrime (XVII secolo)

La Galleria di Eneide

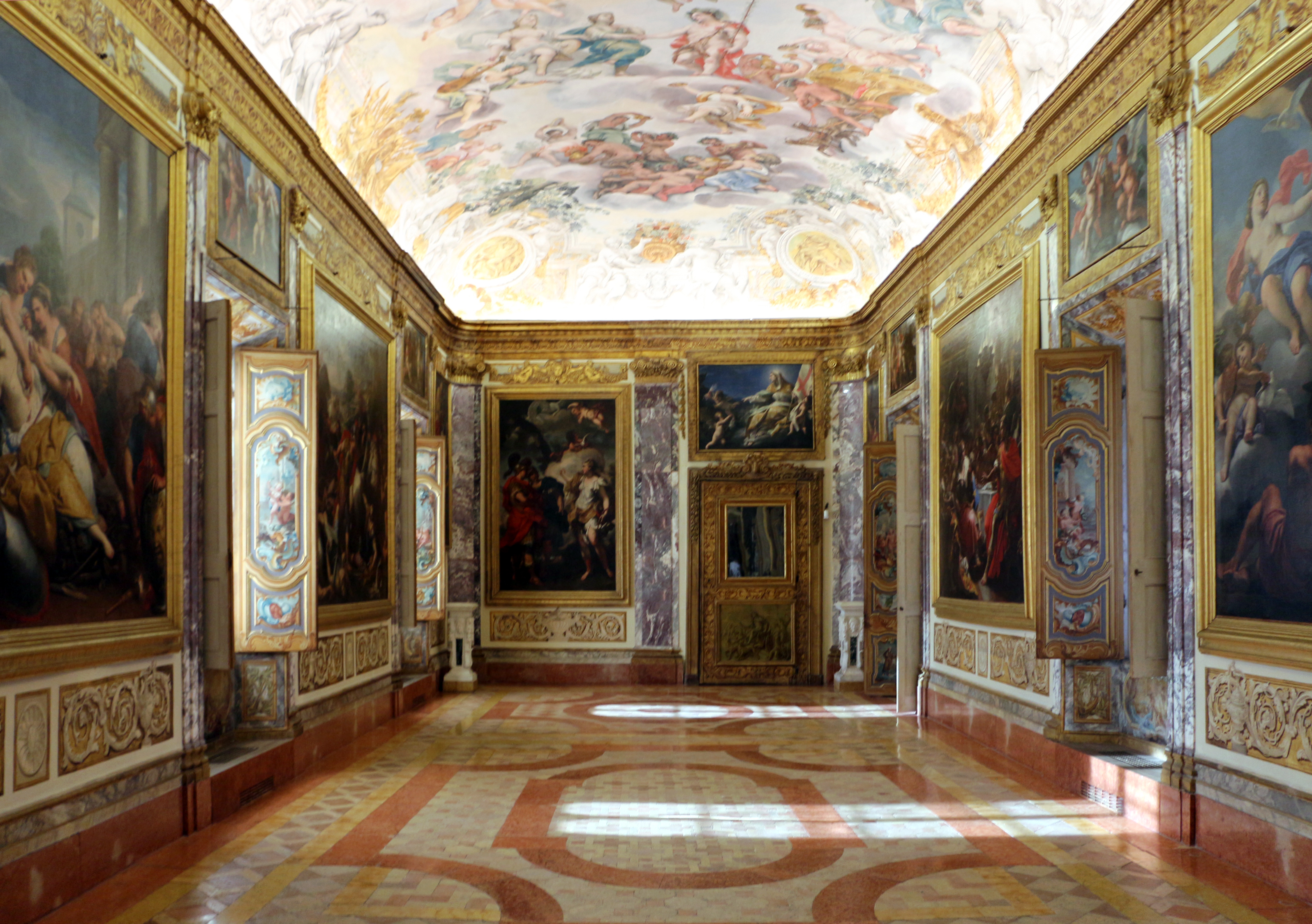
La Galleria di Enea
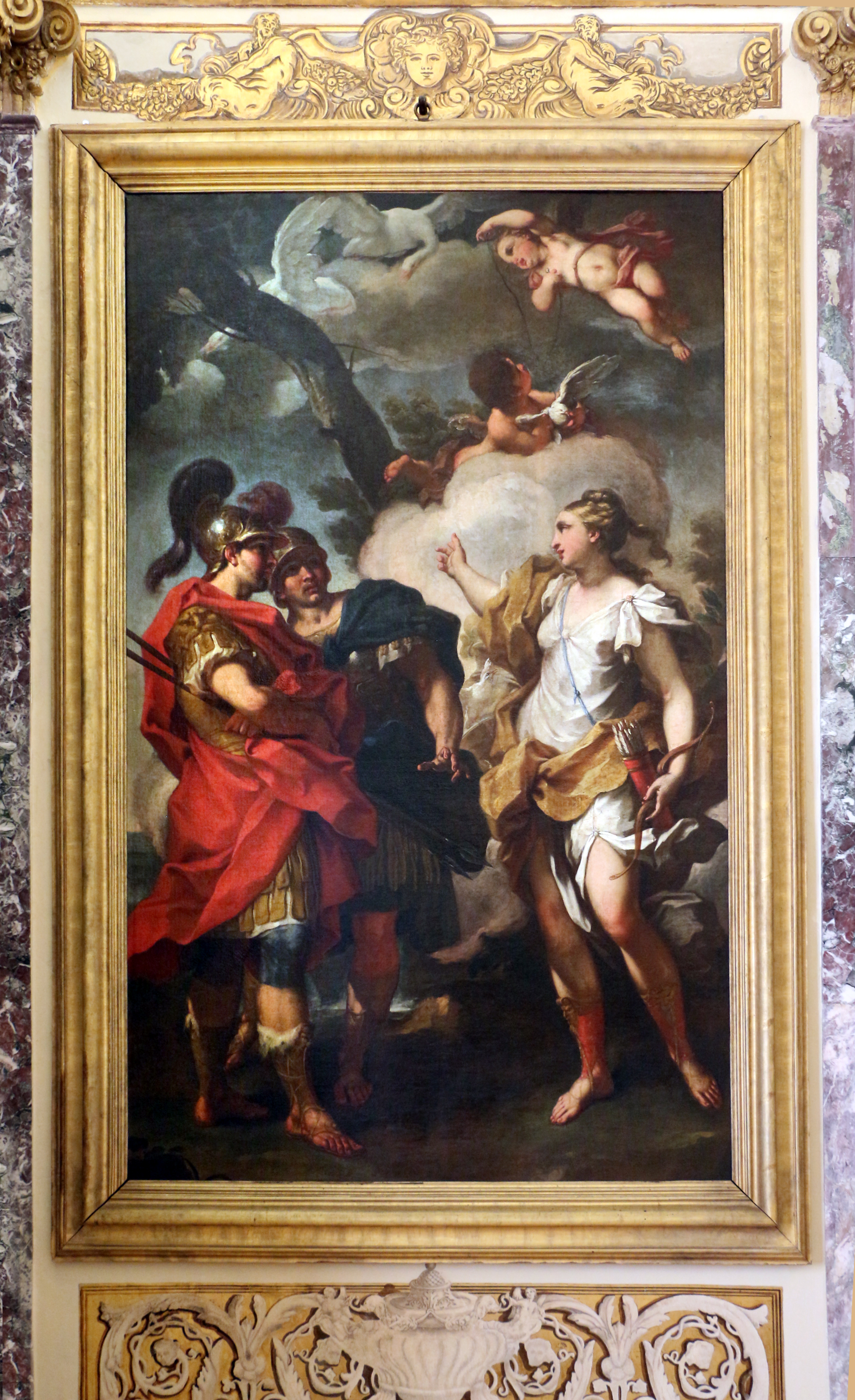
Antonio Balestra, Venere cacciatrice appare a enea e acate
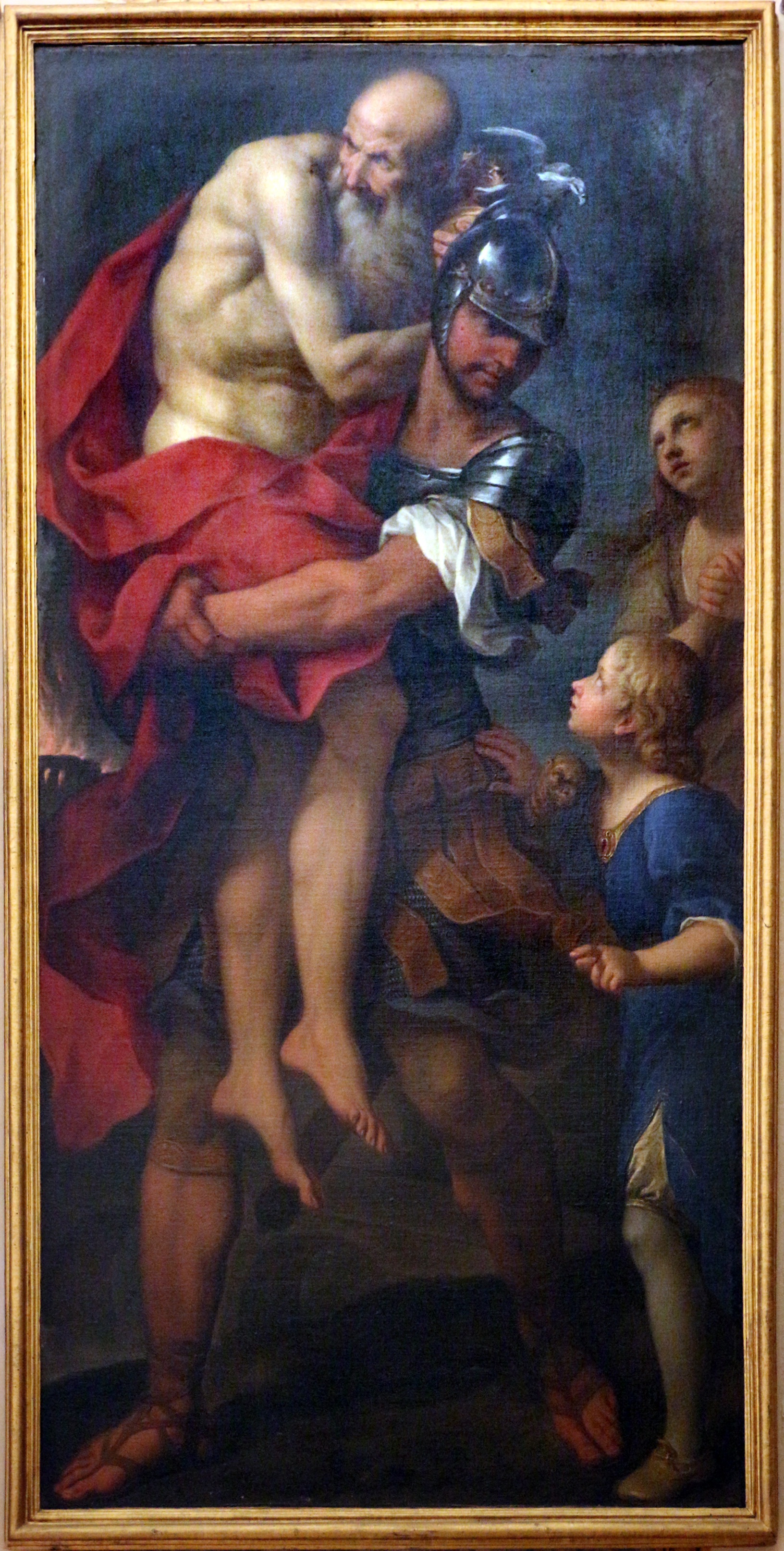
Giovanni Giorgi, Enea che fugge da troia con anchise, ascanio e creusa
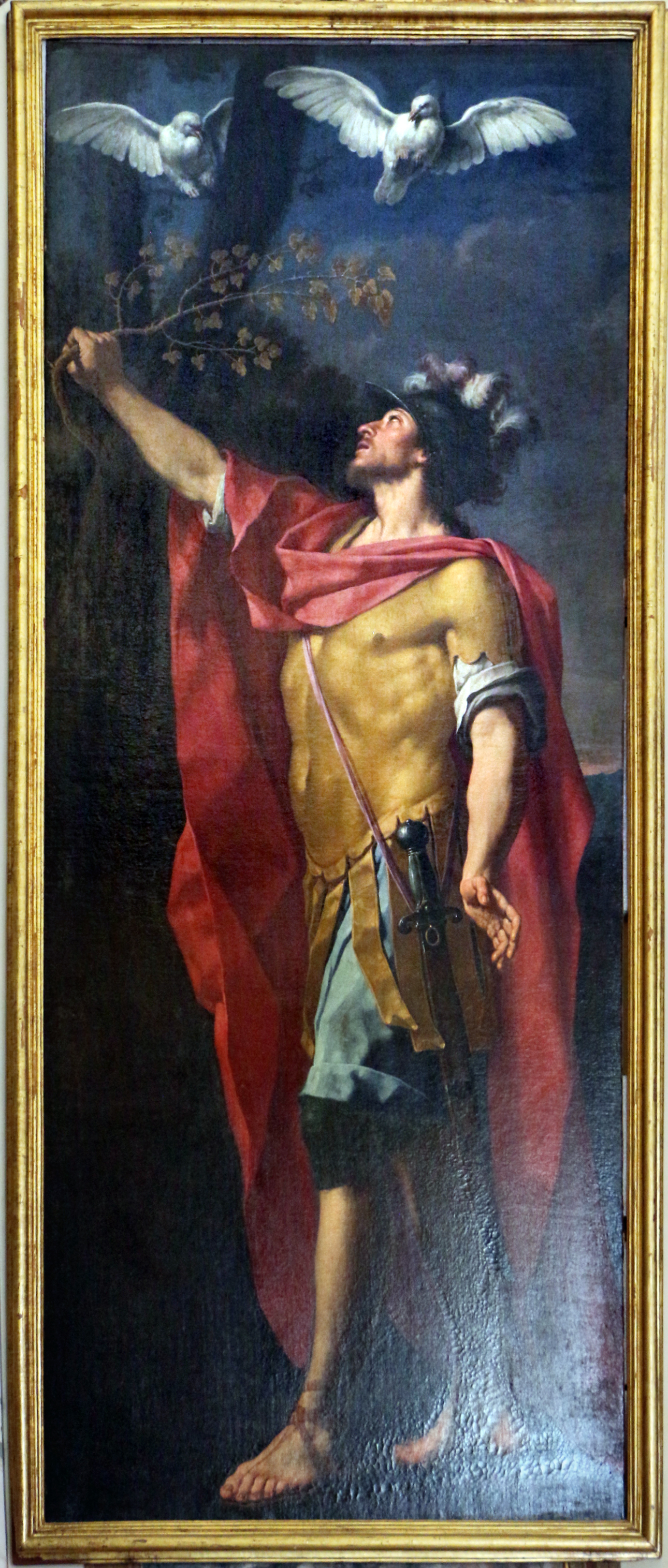
Giuseppe Gambarini, Enea stacca il gambo d'oro

Arte contemporanea

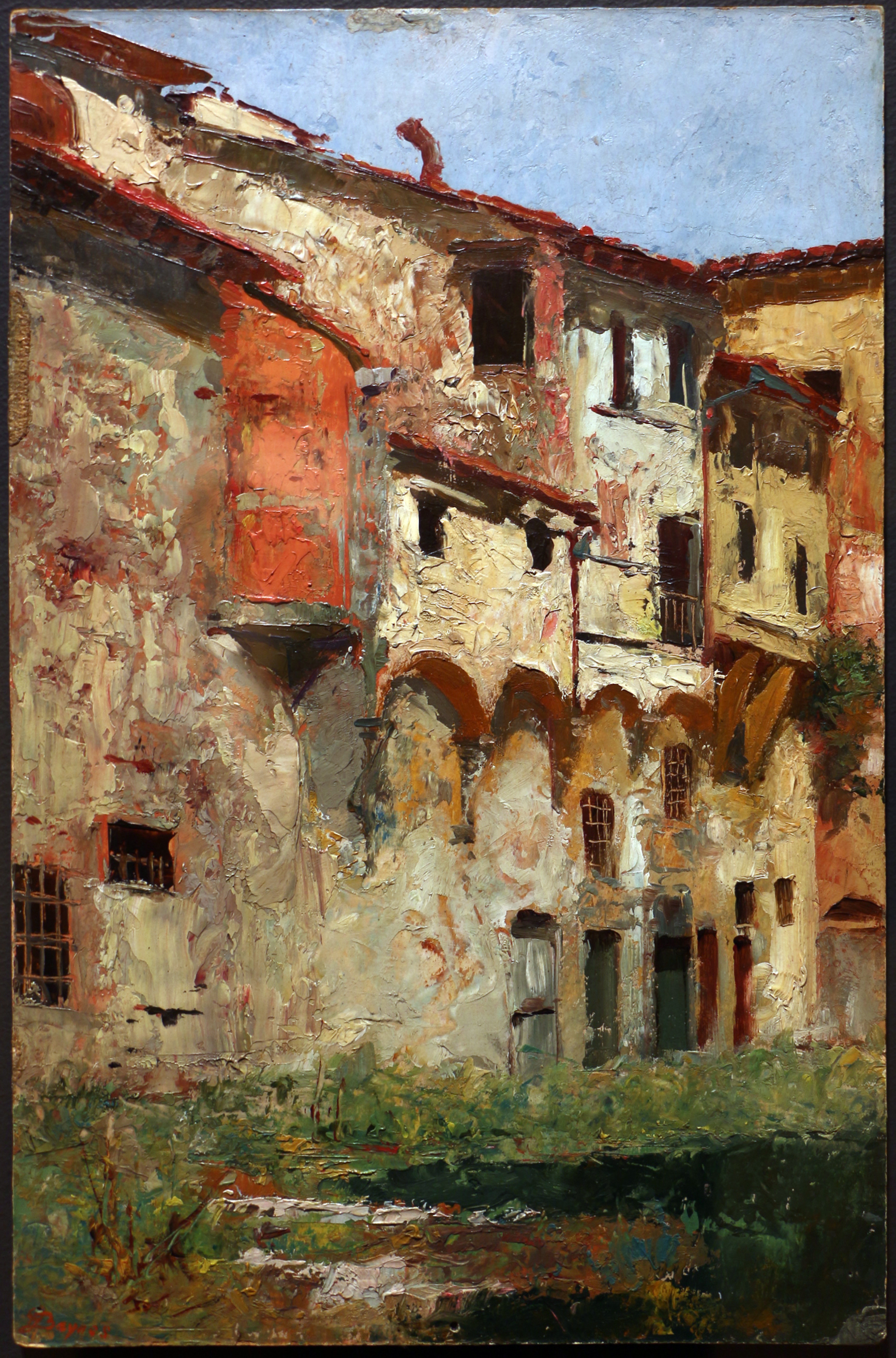
Gualtiero Baynes, Antiche case in piazza davanzati a Firenze (1890-1905)
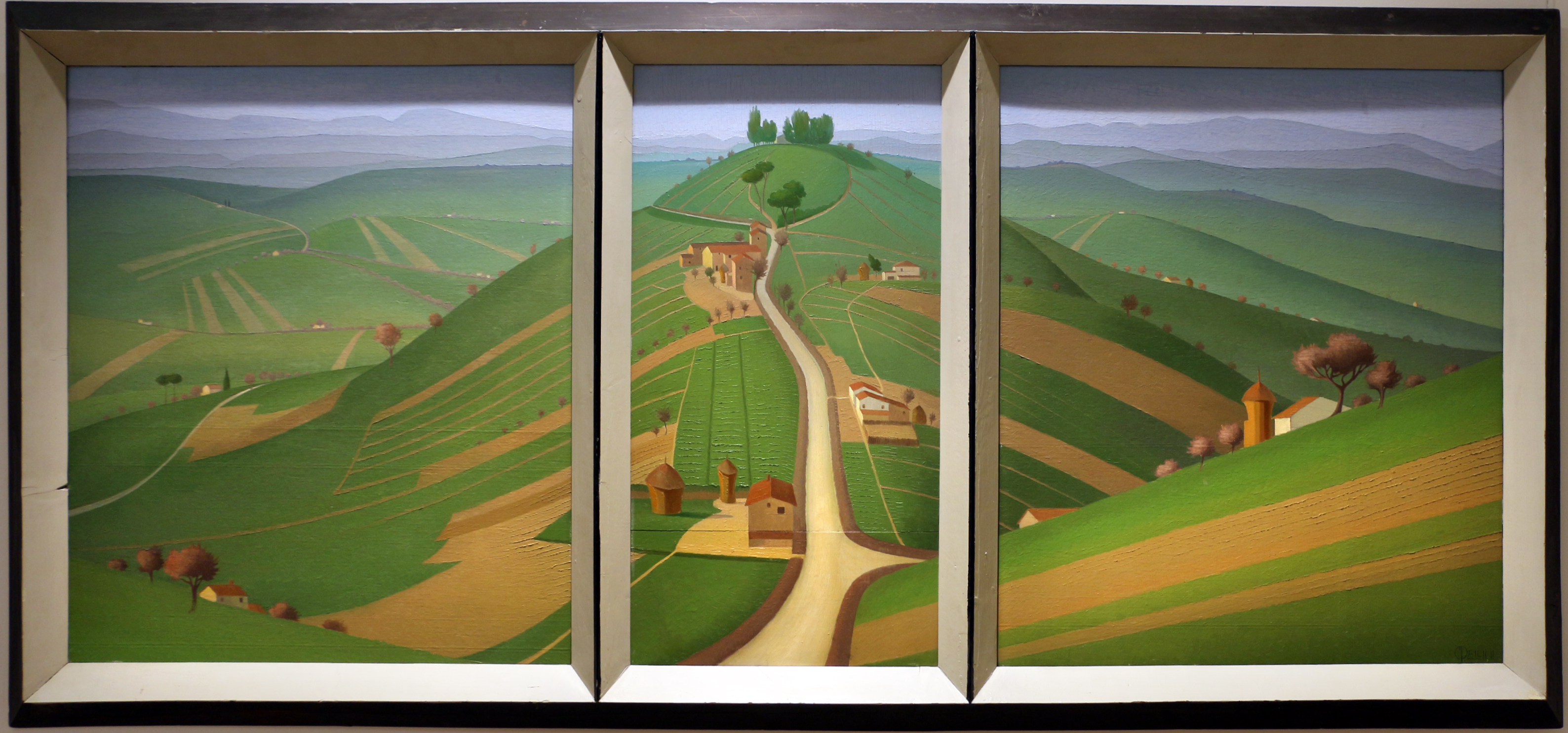
Corrado Pellini, (1932)
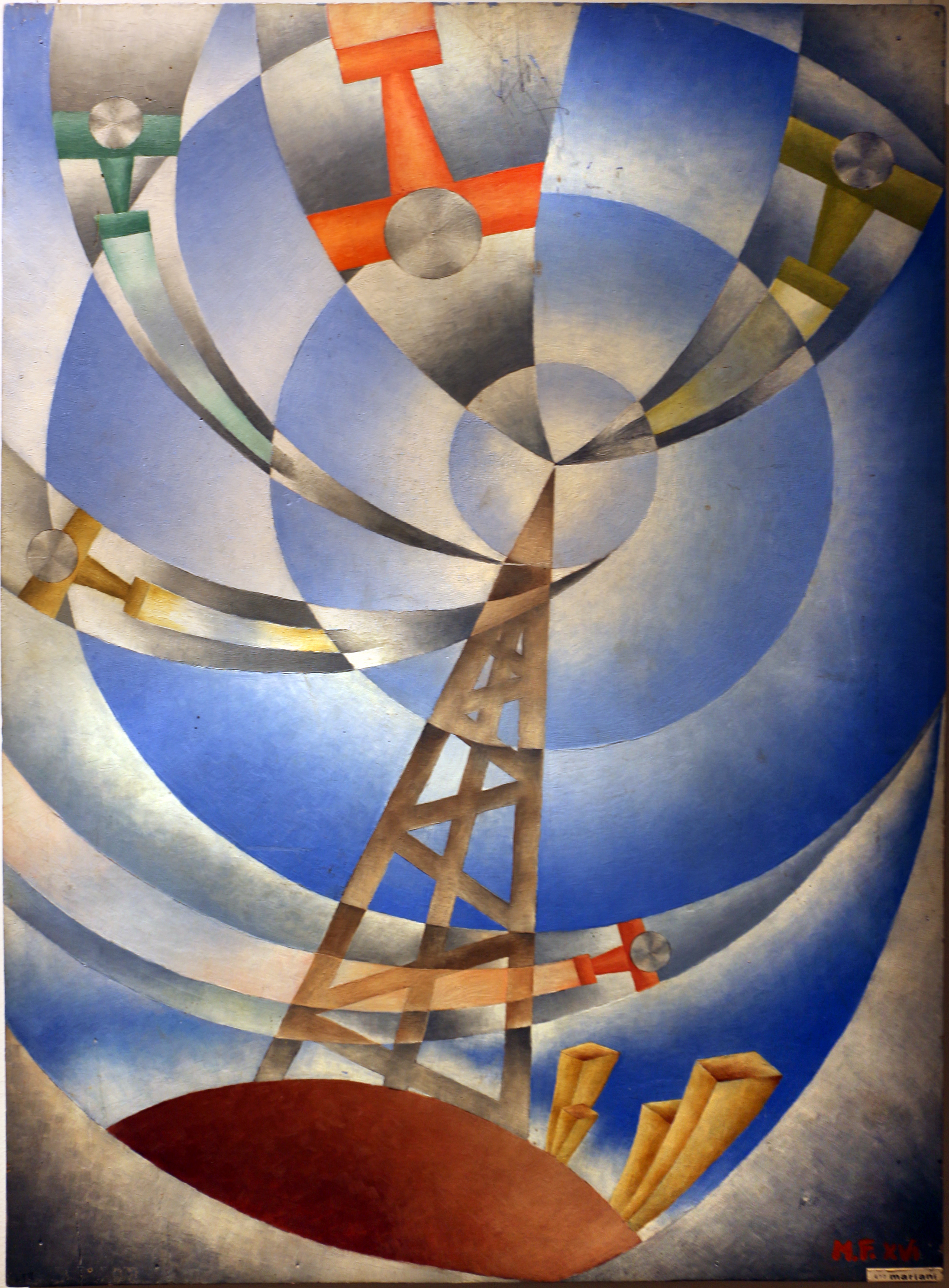
Fulvio Raniero Mariani, Turbine aereo (1938)
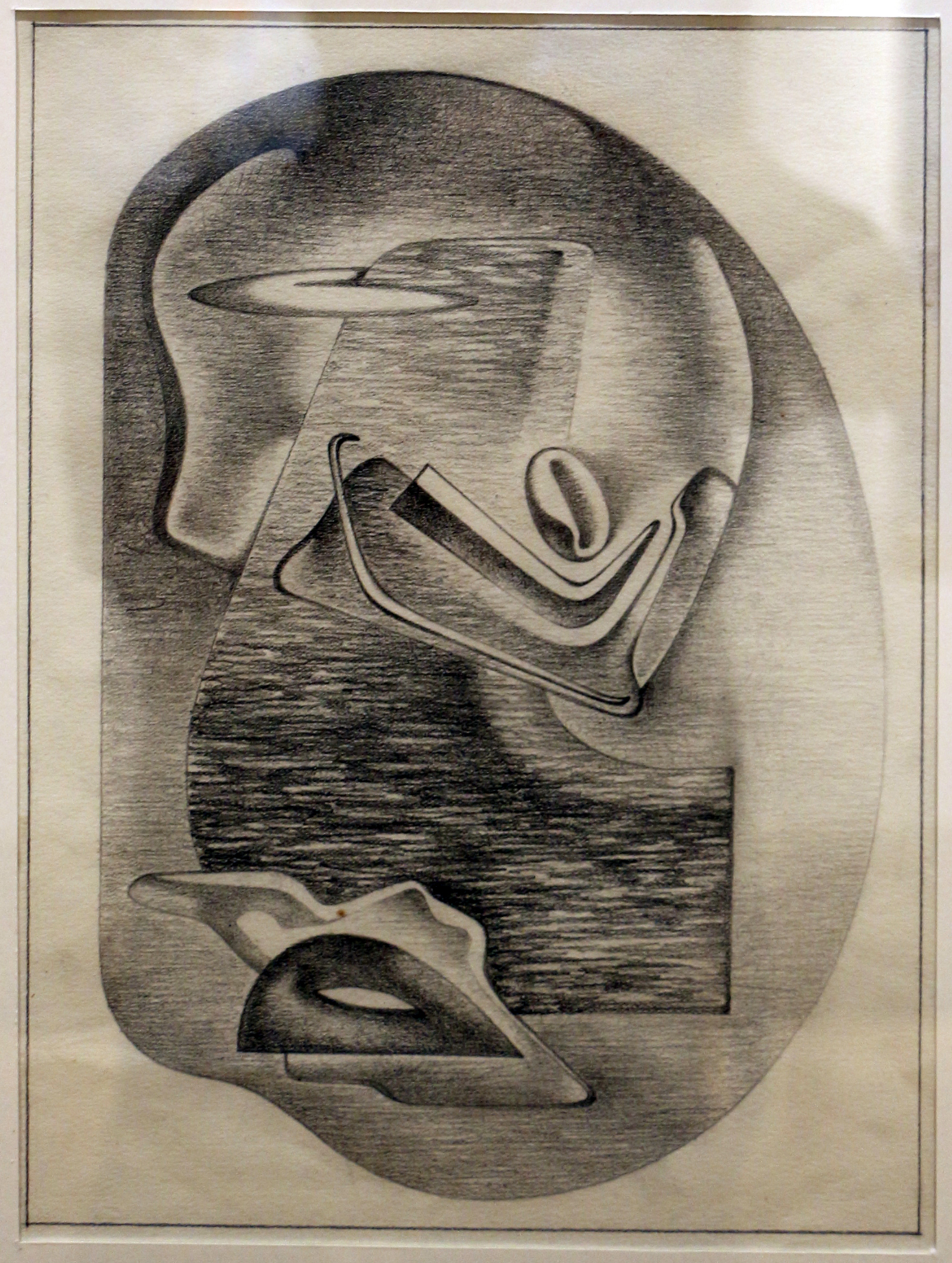
Bruno Tano, Aerodisegno (1941)